# Carl Dietrich Harries

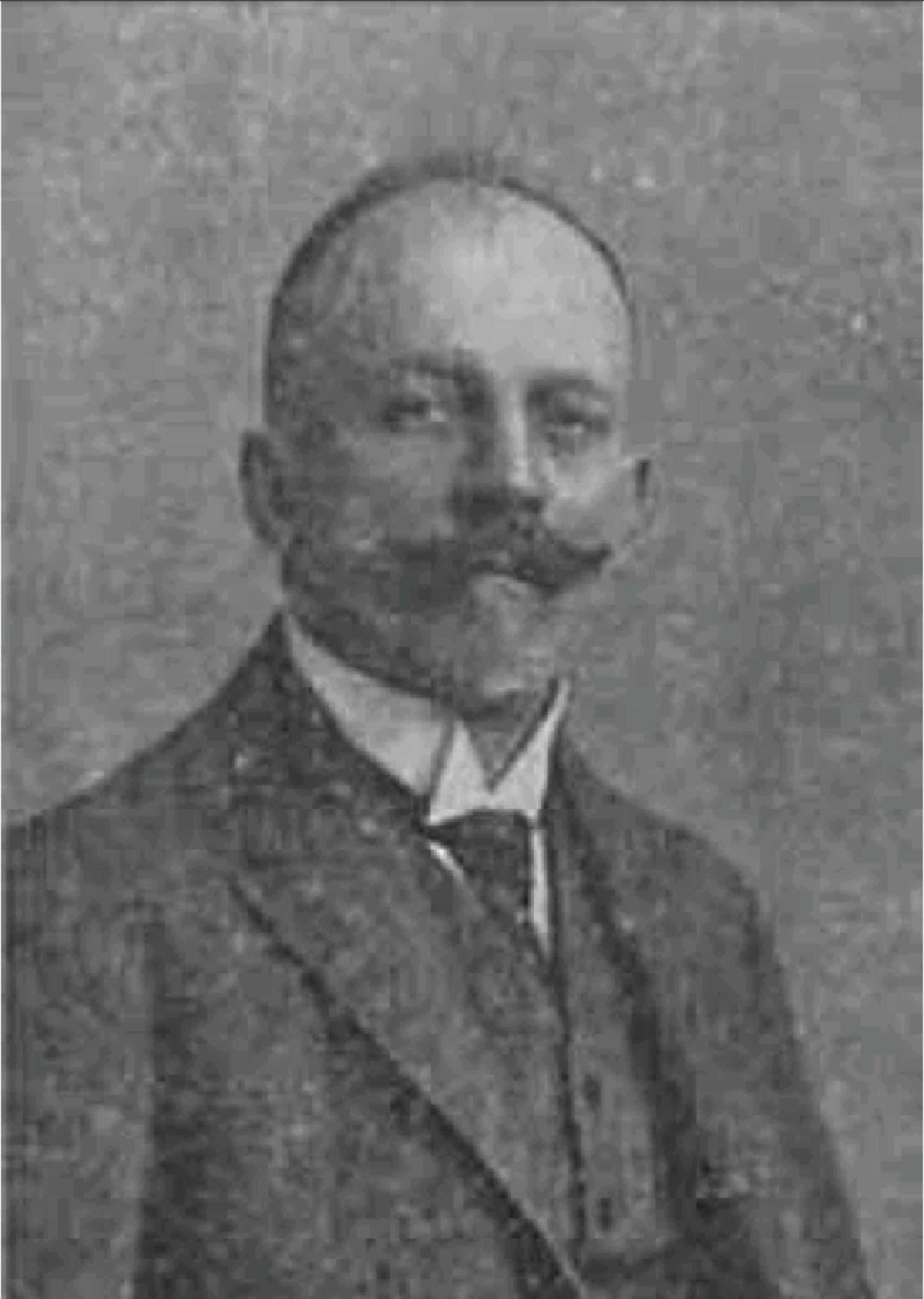
Carl Dietrich Harries

Carl Dietrich Harries (* 5. August 1866 in Luckenwalde; † 3. November 1923 in Berlin) war ein deutscher Chemiker und Hochschullehrer, der vorwiegend Kautschuk und Ozon erforschte.

## Leben
Carl Dietrich Harries war ein Sohn des Amtsrichters Theodor Harries; der Pastor und Dichter Heinrich Harries war sein Urgroßvater. Er begann 1886 mit dem Studium der Zoologie an der Universität Jena, studierte dann Chemie in München und Berlin und wurde 1890 bei Ferdinand Tiemann mit der Arbeit Über einige neue Abkömmlinge des Salicylaldehyd promoviert. Ab 1892 arbeitete er als wissenschaftlicher Assistent bei August Wilhelm von Hofmann und Emil Fischer an der Friedrich-Wilhelms-Universität Berlin. Nach seiner Habilitation 1897 lehrte er dort als Privatdozent. Harries trug von 1900 an den Titel Professor und leitete eine Abteilung im Institut von Emil Fischer. Von 1904 bis 1916 lehrte Harries an der Universität Kiel als Nachfolger von Ludwig Claisen und verfasste in dieser Zeit zahlreiche Publikationen zur Ozonolyse. Eine bedeutende und detaillierte Schrift von ihm erschien 1905 in Liebigs Annalen der Chemie.

## Ehe mit Hertha von Siemens
Im Jahr 1899 heiratete er Hertha von Siemens (1870–1939), die jüngste Tochter von Werner von Siemens und dessen zweiter Ehefrau Antonie geb. Siemens. Aufgrund ihrer naturwissenschaftlichen Begabung hatte sie eine Ausnahmegenehmigung für ein Studium beim bedeutenden Berliner Chemiker Emil Fischer erhalten, als dessen Assistenten sie Carl Dietrich Harries kennenlernte. Hertha Harries engagierte sich für die sozialen Belange der Siemens-Belegschaft, sorgte für die Einrichtung von Kinderheimen, Fürsorgestiftungen und Erholungsstätten und nahm sich vor allem der Förderung und Ausbildung mittelloser Jugendlicher an. 1909 gründete sie die Hertha-von-Siemens-Stiftung, die Unternehmensangehörigen den Aufenthalt in einer Erholungsstätte gegen ein geringes Entgelt ermöglichen sollte. Zu diesem Zweck stiftete sie das Ferienhaus ihres Vaters, das „Ettershaus“ in Bad Harzburg, das 1910 mit einem Neubau als erstes Erholungsheim des Unternehmens Siemens eröffnet wurde. 1916 war sie Mitbegründerin der Vereinigung für Wohlfahrtsbestrebungen, die sich unter anderem mit der Verwaltung der Siemens-Heime sowie mit der Sozialberatung von Arbeiterinnen befasste.
In ihrer Freizeit segelten Harries und seine Frau gerne, weshalb sie 1910 Kaiser Wilhelm II. die Yacht Meteor III abkauften, mit der sie nach der Umbenennung in Nordstern auch an der Kieler Woche teilnahmen.

## Erster Weltkrieg und Tod

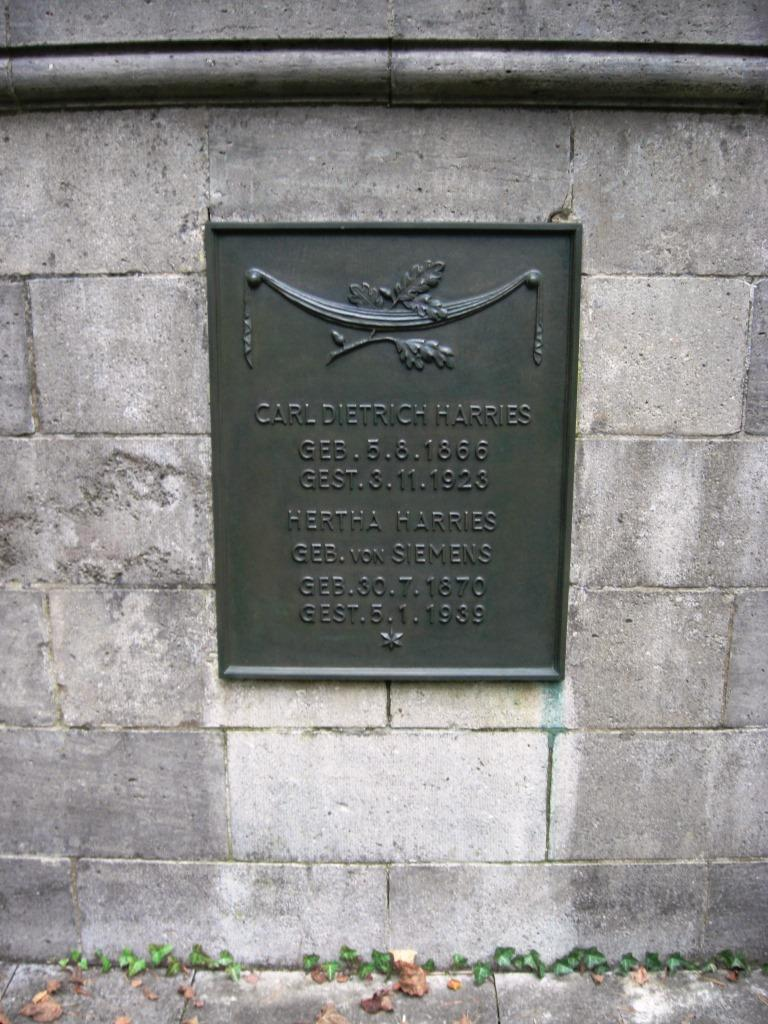
Grab von Carl Dietrich Harries auf dem Südwestkirchhof Stahnsdorf

Unzufrieden mit dem akademischen Leben, das ihm eine angestrebte Position an renommierten Universitäten verwehrt hatte, wurde Carl Dietrich Harries noch während des Ersten Weltkriegs (1916) Forschungskoordinator und Aufsichtsratsmitglied bei Siemens & Halske. Im November 1923 starb er an den Folgen einer Krebsoperation. Er wurde in der Erbbegräbnisstätte der Familie von Siemens auf dem Südwestkirchhof Stahnsdorf beigesetzt. Seine Frau setzte ihre sozialen Aktivitäten im Unternehmen fort und übergab diese vor ihrem Tod 1939 an Johanna von Siemens (1894–1984), eine Schwiegertochter ihres Bruders Arnold von Siemens. In Berlin-Siemensstadt ist die Harriesstraße nach Carl Dietrich und Hertha Harries benannt.

## Werk
Die hauptsächlichen Forschungsgebiete von Harries waren die industriell bedeutsame Chemie der Polymere und des Kautschuks sowie die Untersuchungen zur Ozonolyse. Versuche zur Spaltung von Kautschuk mit dem Ziel der Strukturaufklärung führte Harries seit 1891 mit Stickoxiden und Salpetriger Säure durch. Erste Erfolge brachte jedoch der Einsatz von Ozon, das sich an Doppelbindungen anlagert und nach Hydrolyse Carbonsäuren, Aldehyde und Ketone ergibt (1903). Für die Ozonolyse konnte er die allgemeine Anwendbarkeit der Reaktion von Ozon mit ungesättigten organischen Verbindungen zur Analyse und für vielfältige Synthesen zeigen. Beispielsweise bewies er über die Bildung des Triozonids die Kekulé’sche Benzolformel. Auch ein Verfahren zur Gewinnung von Fettsäuren aus Braunkohle geht auf Harries zurück. Aufgrund seiner bedeutenden Arbeiten wird manchmal die Bezeichnung Harries-Ozonolyse verwendet. Harries hat auch die analoge Umsetzung mit sogenanntem Oxozon (auch „Hyperozon“) beschrieben, das sich mit vier Sauerstoffatomen an Alkene anlagert. Womöglich ist ihm damit die erste Darstellung des Tetrasauerstoffs (O4) gelungen. Ein wichtiger Beitrag zu den chemischen Methoden ist die gemeinsam von Harries und Emil Fischer im Jahr 1902 entwickelte Vakuumdestillation.

## Auszeichnungen und Ehrungen
1909 wurde Harries zum Mitglied der Deutschen Akademie der Naturforscher Leopoldina gewählt. 
Für seine Verdienste verlieh ihm der Verein Deutscher Chemiker 1912 die Liebig-Denkmünze. Die Deutsche Kautschuk-Gesellschaft verlieh seit 1933 eine nach ihm benannte Medaille.

## Schriften
- Werner Siemens und seine Stellung in der Chemie. In: Naturwissenschaften (ISSN 0028-1042), 4. Jahrgang 1916, Nr. 50, S. 788.